# Lagrange (cráter)
Lagrange es un cráter lunar adyacente al brocal noroeste del cráter Piazzi, situado junto al limbo suroeste de la Luna. Cuando se ve desde la Tierra su aspecto es oblongo debido a la perspectiva. Al noroeste del cráter están los Montes Cordillera, un sistema de elevaciones con forma de anillo que rodea la inmensa cuenca de impacto del Mare Orientale.
|  |

La mitad suroeste de esta llanura amurallada ha sido fuertemente dañada por la masa expulsada desde el Mare Orientale. Estos materiales presentan formas irregulares y estriadas en la superficie, organizadas radialmente en la base de la cuenca del Mare Orientale. Como resultado de esto solo la parte nordeste del cráter está relativamente intacta; el resto forma una depresión desigual sobre la superficie lunar, cubierta de crestas y gubias. La característica más notable en esta sección es el perfil afilado del pequeño cráter Lagrange D.
La sección superviviente del brocal está muy gastada y erosionada, formando un perfil de crestas de superficies suaves y redondeadas. La plataforma interior en estas zonas es relativamente llana, pero incluso esta superficie contiene rastros del material expulsado por el Mare Orientale.

## Cráteres satélite
Por convención estos elementos se identifican en los mapas lunares colocando la letra en el lado del punto central del cráter más cercano a Lagrange.

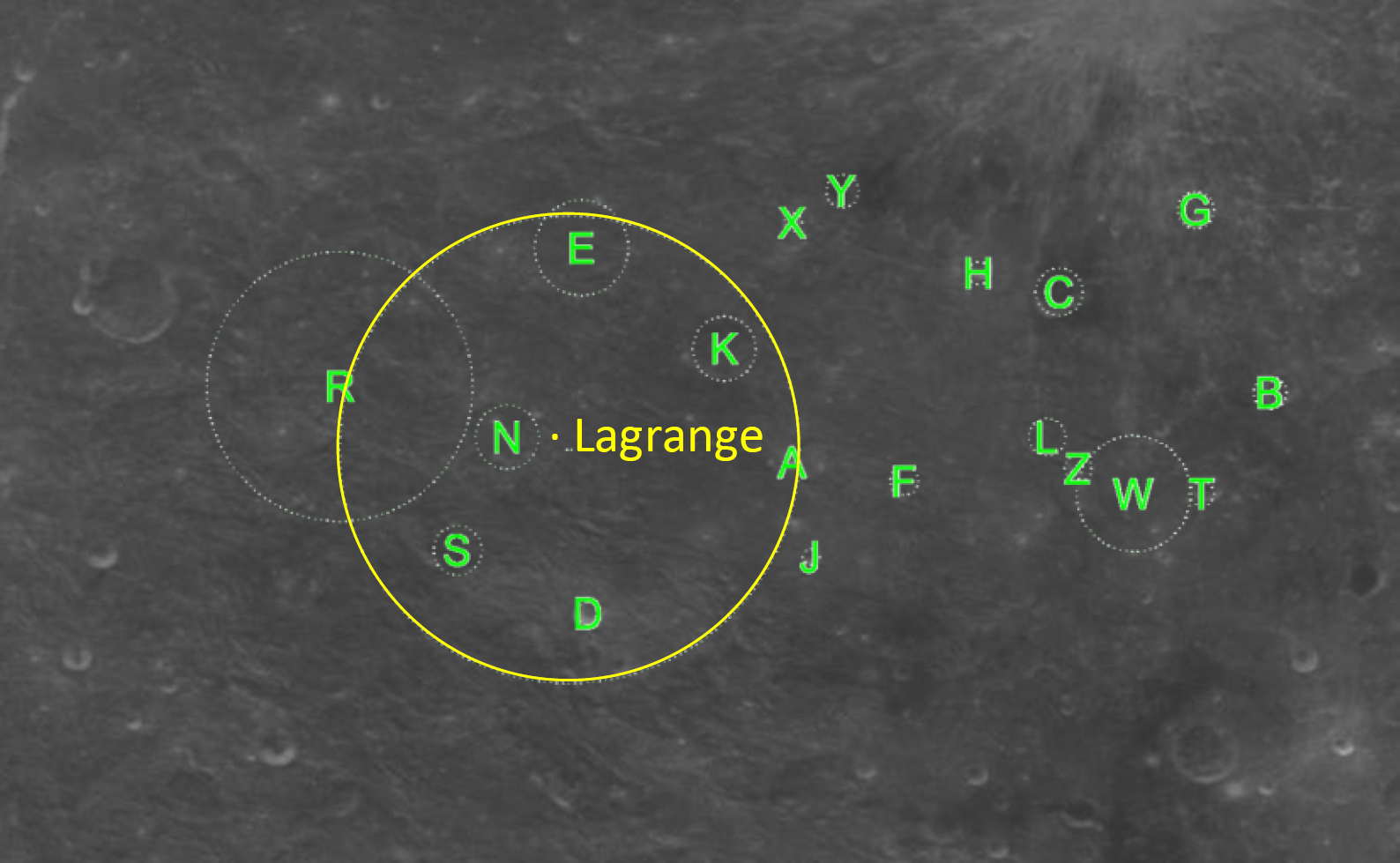
Cráter Lagrange con la localización de sus principales cráteres satélite (Imagen misión espacial Clementine 1994)

| Lagrange | Coordenadas                    | Diámetro |
| -------- | ------------------------------ | -------- |
| A        | 32°30′S 69°12′O / -32.5, -69.2 | 6 km     |
| B        | 31°24′S 61°30′O / -31.4, -61.5 | 16 km    |
| C        | 29°48′S 64°54′O / -29.8, -64.9 | 23 km    |
| D        | 34°54′S 72°30′O / -34.9, -72.5 | 11 km    |
| E        | 29°06′S 72°36′O / -29.1, -72.6 | 46 km    |
| F        | 32°48′S 67°24′O / -32.8, -67.4 | 14 km    |
| G        | 28°30′S 62°42′O / -28.5, -62.7 | 18 km    |
| H        | 29°30′S 66°12′O / -29.5, -66.2 | 11 km    |
| J        | 34°00′S 68°54′O / -34.0, -68.9 | 8 km     |
| K        | 30°42′S 70°18′O / -30.7, -70.3 | 31 km    |
| L        | 32°06′S 65°06′O / -32.1, -65.1 | 18 km    |
| N        | 32°06′S 73°48′O / -32.1, -73.8 | 31 km    |
| R        | 31°18′S 76°30′O / -31.3, -76.5 | 130 km   |
| S        | 33°54′S 74°36′O / -33.9, -74.6 | 12 km    |
| T        | 33°00′S 62°36′O / -33.0, -62.6 | 12 km    |
| W        | 33°00′S 63°42′O / -33.0, -63.7 | 56 km    |
| X        | 28°42′S 69°12′O / -28.7, -69.2 | 9 km     |
| Y        | 28°12′S 68°24′O / -28.2, -68.4 | 16 km    |
| Z        | 32°36′S 64°36′O / -32.6, -64.6 | 13 km    |